# Thomas Eakins

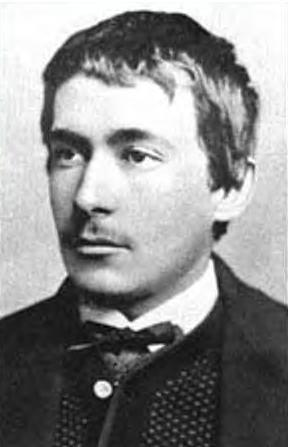
Fotografie des jungen Eakins

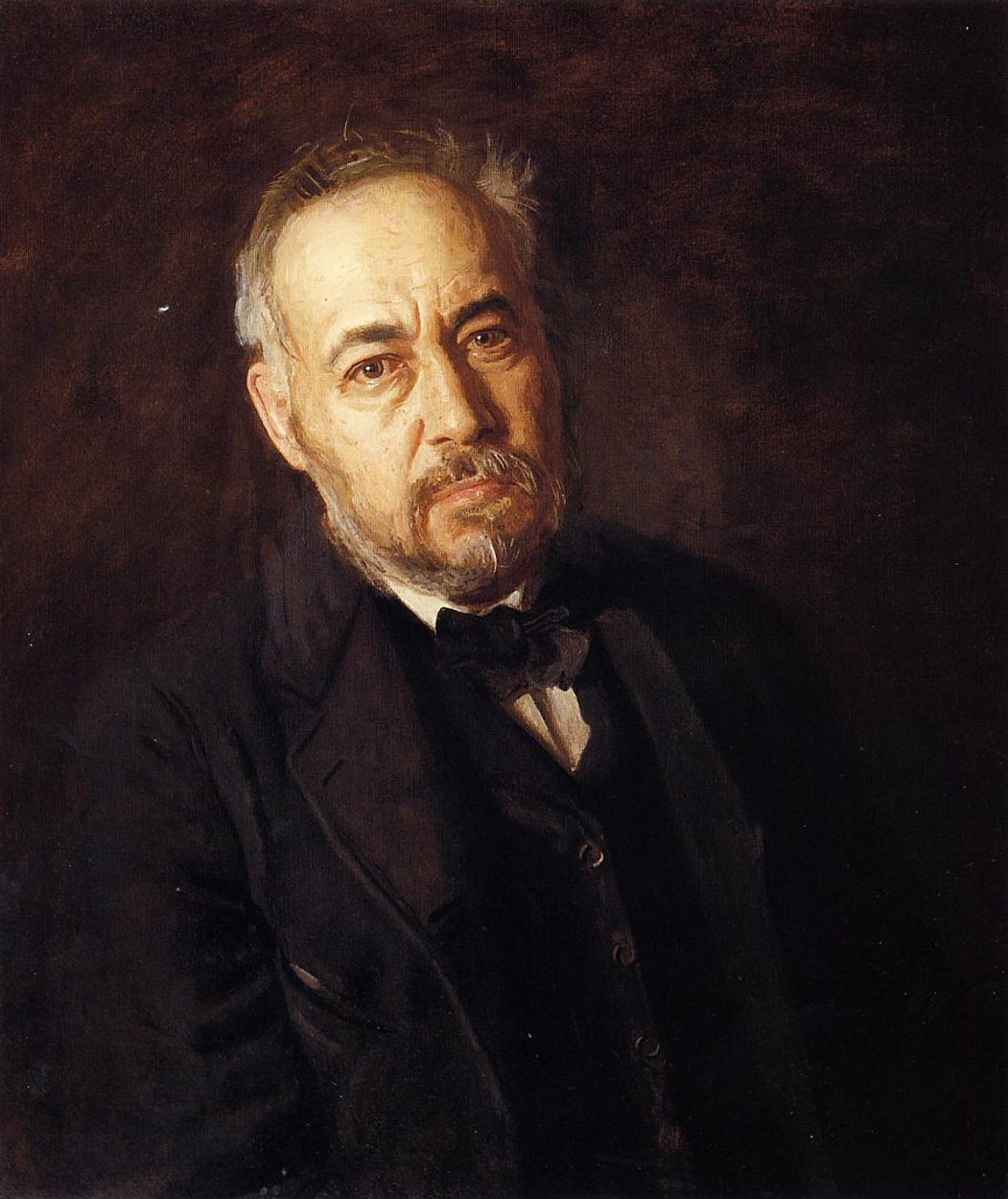
Selbstporträt, 1902

Thomas Cowperthwait Eakins [ˈtɒməs ˈkaʊpəθweɪt ˈeɪkɪnz] (* 25. Juli 1844 in Philadelphia, Pennsylvania; † 25. Juni 1916 ebenda) war ein US-amerikanischer realistischer Maler.
Er hat Fotografien und Skulpturen angefertigt, wurde aber mit seinen Gemälden berühmt. Zu seinen bekanntesten Bildern gehören seine Ruder-Bilder (siehe beispielsweise Max Schmitt im Einer), Die Klinik Gross (das 2006/2007 teuerste Gemälde eines Amerikaners von vor dem Zweiten Weltkrieg) und das für seine homoerotische Ausstrahlung bekannte Swimming. Eakins hat über 500 Gemälde, Aquarelle und Zeichnungen gemalt und gezeichnet, zu Lebzeiten aber nur sehr wenige verkauft. Zeitweilige Anerkennung fand er hingegen als Lehrer. Heute gilt Eakins als einer der wichtigsten US-amerikanischen Künstler.

## Familie

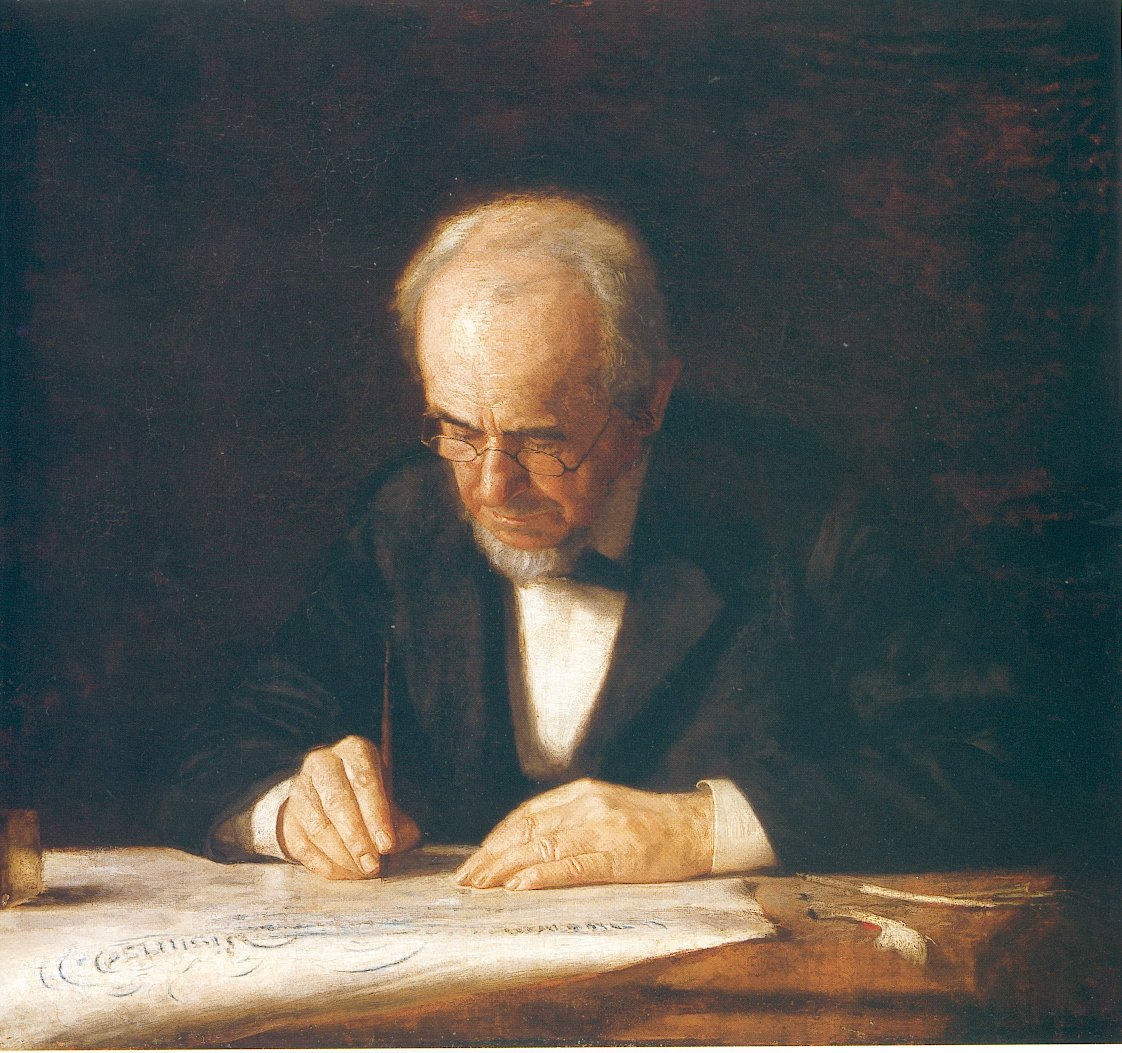
The Writing Master: Portrait of the Artist’s Father, 1882

Thomas Eakins’ Großvater Alexander (* 1771; † 1839) kam vor 1812 aus Irland nach Pennsylvania, wo er in Valley Forge eine Farm errichtete. Neben seiner Tätigkeit als Farmer war er auch Weber. Vermutlich anlässlich seiner Einbürgerung änderte er seinen Namen von Akens oder Akins in Eakins. Sein drittes von vier Kindern war Benjamin (* 22. Februar 1818; † 29. Dezember 1899). 1820 wurde Thomas Eakins’ Mutter Caroline Cowperthwait als zehntes Kind eines Quäkers geboren. Sie heiratete den Lehrer für Schreibkunst und Kalligrafen Benjamin Eakins am 19. Oktober 1843. Im folgenden Jahr wurde Thomas als erstes von fünf Kindern geboren. 1848 wurde Frances („Fanny“) geboren, 1850 ein Sohn, der aber mit 5 Monaten starb, 1853 Margaret („Maggie“). 1857 kaufte Benjamin Eakins das Haus, in dem Thomas die meiste Zeit seines Lebens wohnen sollte. 1865 wurde Caroline („Caddie“) geboren. Zum Haushalt gehörten auch Hunde, ein Affe und eine Ratte. Durch geschickte Investitionen konnte Benjamin Eakins ein kleines Vermögen aufbauen, von dem Thomas Eakins Zeit seines Lebens auskommen konnte.

## Ausbildung

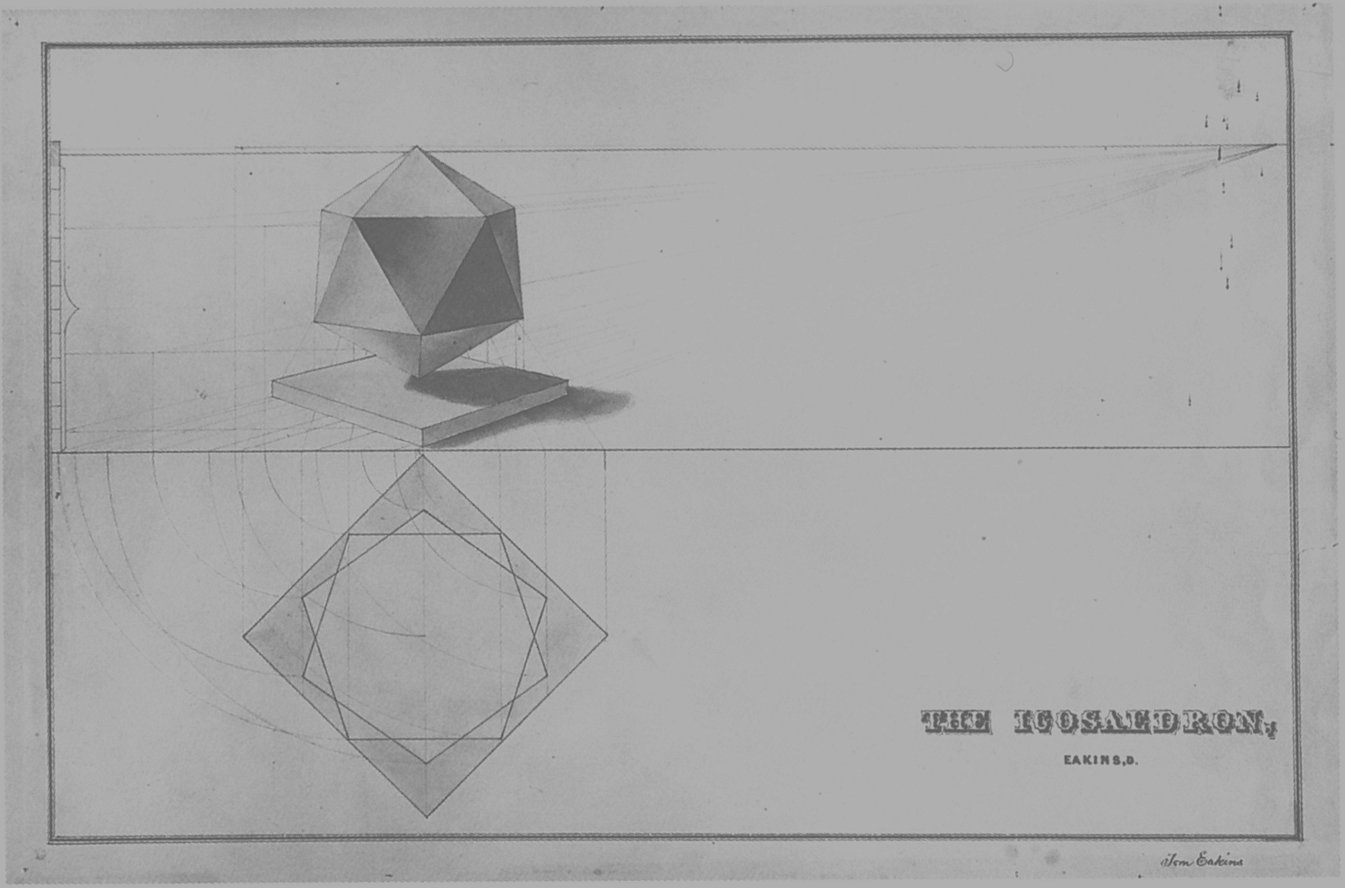
The Icosahedron, 1859, Konstruktion eines Körpers in Zentralperspektive

Von 1857 bis 1861 besuchte Thomas Eakins die Central High School. Diese Schule legte nicht auf Einkommen oder Abstammung Wert, sondern auf die Fähigkeiten ihrer Schüler. Das Curriculum legte Wert auf die Naturwissenschaften, Sprachen und Kunst. Eakins lernte Latein, Griechisch und Französisch. Daneben lernte er die Zeichensprache, da er einen tauben Freund hatte. Besonders zeichnete er sich im Zeichnen aus und löste komplexe perspektivische Probleme. Nach seinem Schulabschluss assistierte er seinem Vater. Eine Bewerbung als Lehrer an seiner ehemaligen Schule war letztendlich nicht erfolgreich und er begann an der Pennsylvania Academy of the Fine Arts (PAFA) Kunst zu studieren. Parallel dazu belegte er mehrere Seminare für Anatomie am Jefferson Medical College, um – nach eigenen Aussagen – den Menschen so realistisch wie möglich darzustellen. Er profitierte von der Freundschaft seines Vaters zu zwei Künstlern: George W. Holmes und John Sartain. Sartains Kinder William und Emily studierten ebenfalls an der Akademie und wurden Eakins Freunde.
Von seinem Freund Max Schmitt lernte er die deutsche Sprache. Italienisch brachten er und Emily sich selbst bei. Zu seinen sportlichen Aktivitäten zählten Reiten, Fahrradfahren, Rudern, Segeln, Schwimmen, Jagen, Eislaufen und Ringkampf. Jagd und Segelei teilte er mit seinem Vater, Rudern mit allen Mitgliedern der Familie.
1864 kaufte er sich vom Wehrdienst im Bürgerkrieg frei. 1866 schiffte sich Eakins auf dem Dampfschiff Pereire nach Frankreich ein. Obwohl es an der École des Beaux-Arts in Paris einen Aufnahmestopp gab, erreichte er seine Aufnahme in wenigen Wochen und machte damit den Weg frei für weitere Amerikaner und behielt eine lebenslange Abneigung gegenüber Bürokraten zurück. Er wurde in das Atelier von Jean-Léon Gérôme aufgenommen, den er bewunderte.
In Gérômes Atelier befreundete er sich schon bald mit Frederick Arthur Bridgman. Auch sein Freund Harry Humphry Moore arbeitete hier. Eakins besuchte den Louvre und die Oper. Er freundete sich mit der offen lesbisch lebenden Künstlerin Rosa Bonheur und ihrer Familie an. Nach fünf Monaten durfte er im März 1867 vom Zeichnen zum Malen übergehen, tat sich damit aber anfangs schwer. Im August bereiste er zusammen mit seinen High-School-Kameraden William J. Crowell und William Sartain die Schweiz. Im späten September richtete er sich ein eigenes Atelier ein. Im März 1868 begann er, Bildhauerei bei Augustin-Alexandre Dumont zu studieren. Im Juli besuchten Benjamin und Fanny Thomas und zu dritt bereisten sie Italien, Deutschland und Belgien. Im Dezember brach er zu einem Heimaturlaub von zwei Monaten auf.
Im August 1869 studierte Eakins zusammen mit William Sartain im Atelier von Léon Bonnat, einem Porträtmaler. Im November reiste er nach Spanien, wo er im Prado in Madrid die Arbeit von Jusepe de Ribera und Velázquez studierte und bewunderte. Während der Louvre ihn nicht begeistert hatte, empfand er den Prado als Offenbarung. In seinen Notizen verglich er Ribera mit Rembrandt. Die meiste Zeit verbrachte er aber in Sevilla, wo sein erstes Gemälde, A Street Scene in Seville, entstand. Von einem Tutor lernte er in kurzer Zeit die spanische Sprache. Er kehrte für kurze Zeit nach Paris zurück, um dann nach Philadelphia zu reisen, wo er am 4. Juli 1870 eintraf, um die USA nie mehr zu verlassen.

## Ruder-Bilder

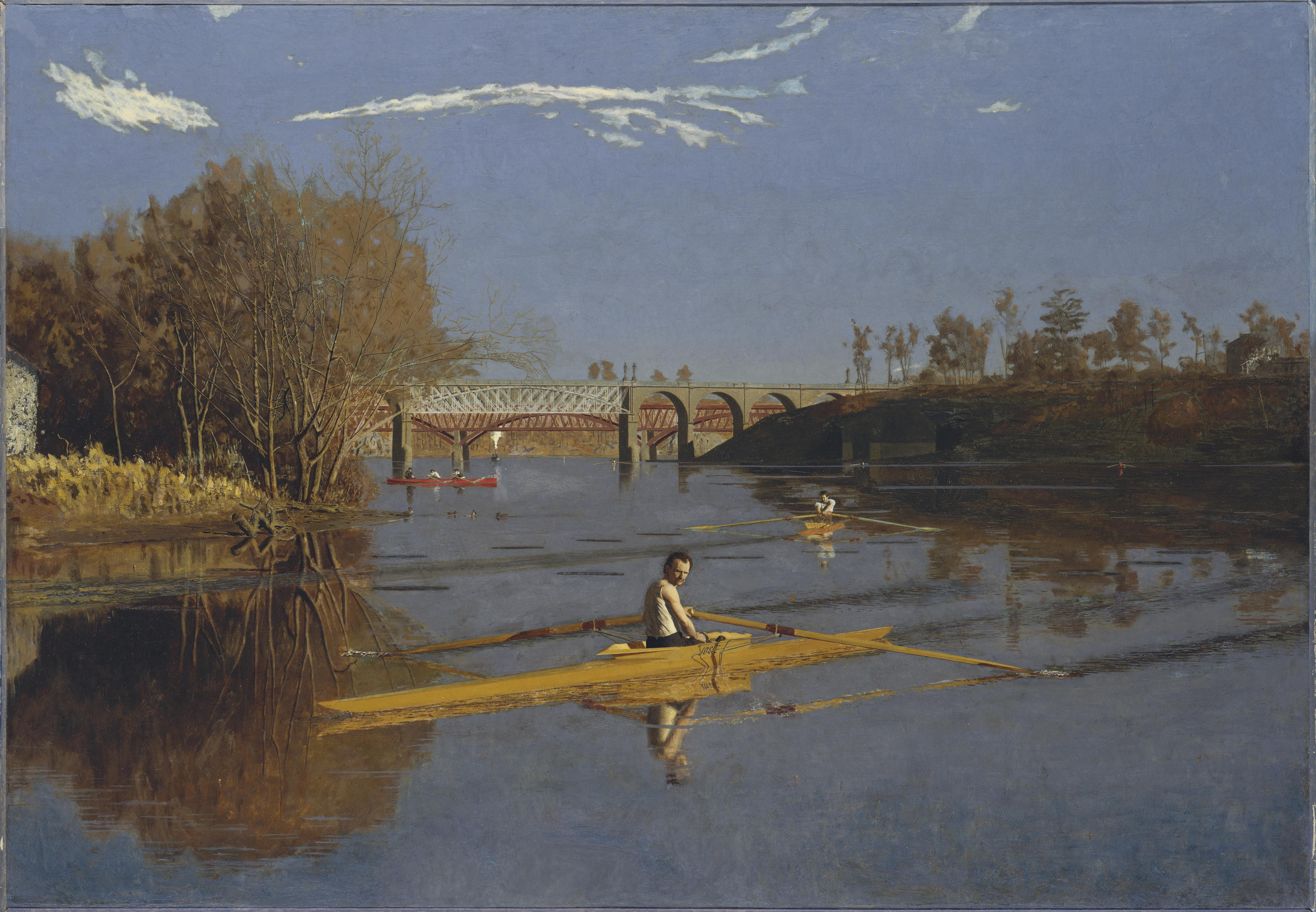
Max Schmitt im Einer, 1871

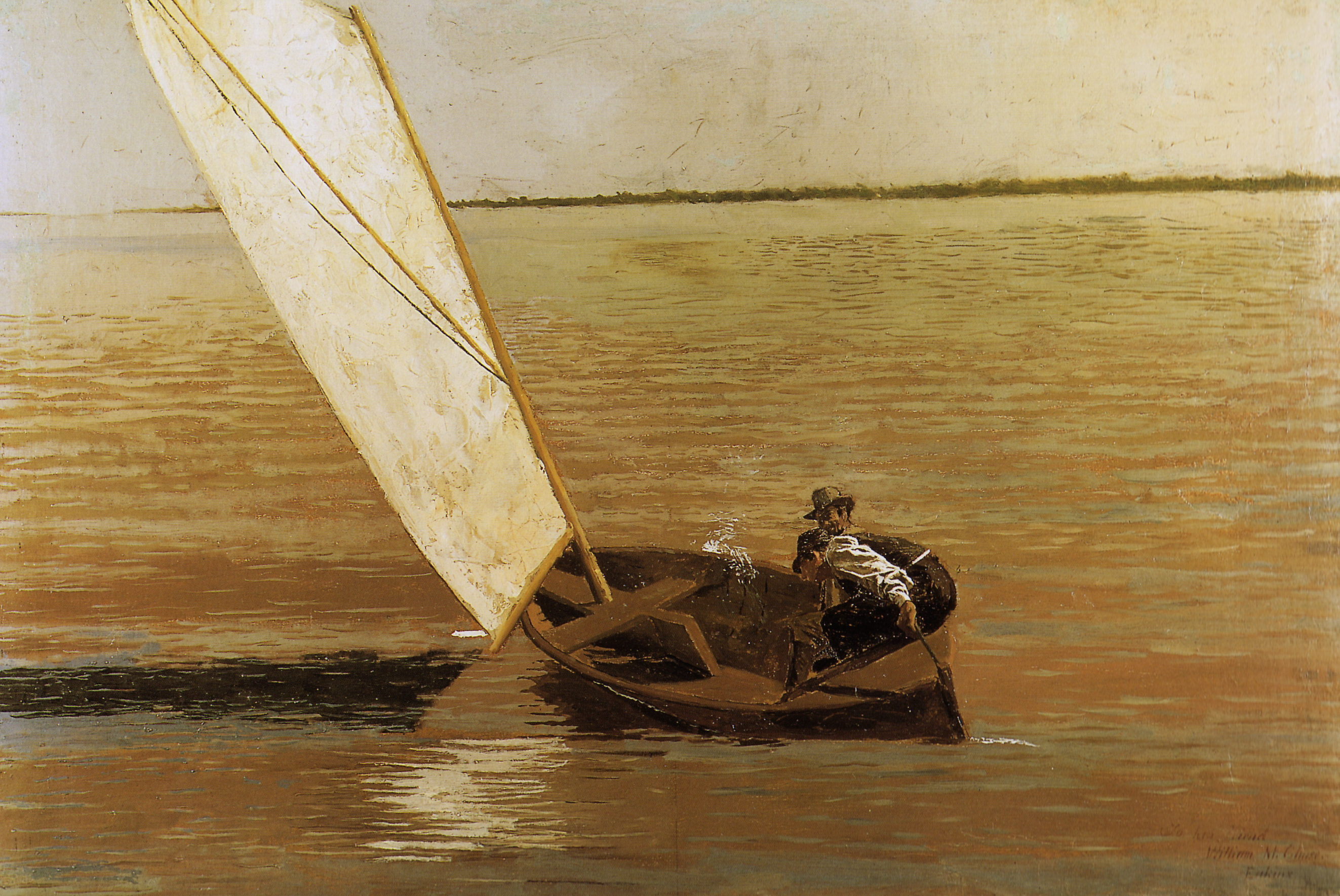
Sailing, 1875

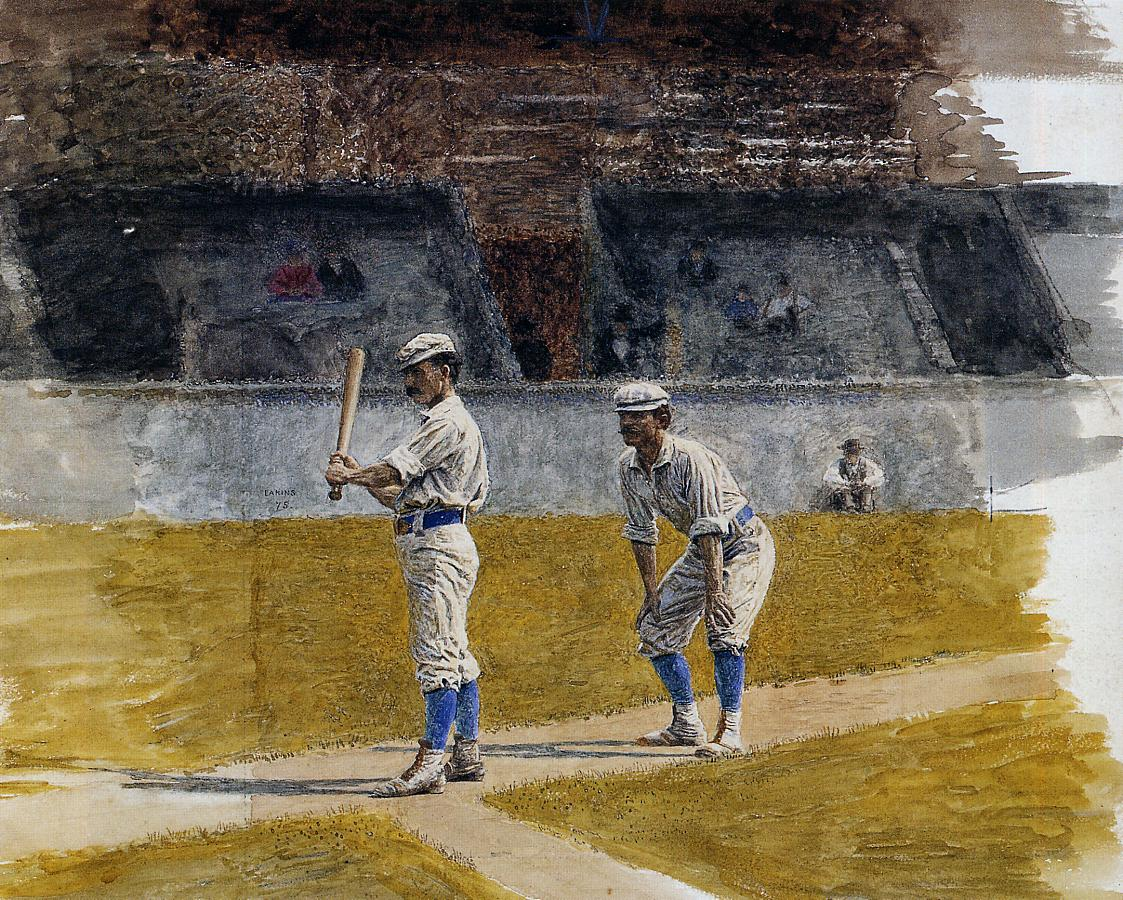
Baseball players Practicing, 1875

Benjamin Eakins richtete im vierten Stock seines Hauses ein Atelier ein. Thomas Eakins begann sein Schaffen als Maler mit Porträts von Familienmitgliedern und Freunden. Zugleich wandte er sich dem Thema Rudern zu. Sein erstes ausgestelltes Werk war das Porträt seines Jugendfreundes Max Schmitt im Einer. Im Laufe von vier Jahren entstanden um die dreißig Gemälde, Aquarelle und Zeichnungen von Ruderern. 1872 verstarb Eakins Mutter, Fanny heiratete William J. Crowell und zum ersten Mal entstand ein Gemälde nach einer Fotovorlage. 1873 schickte er zwei Ruder-Bilder zur Kritik an Gérôme, der sich angetan zeigte. 1874 verlobte sich Eakins mit Kathrin Crowell und verkaufte zum ersten Mal ein Bild, The Sculler, für 80 Dollar.
Danach griff er das Thema Rudern nie mehr auf. Es entstanden aber auch weiterhin sowohl Bilder von Sportlern, als auch Wasserszenen. Um endlich finanzielle Erfolge zu erzielen, entschied sich Eakins 1875 Die Klinik Gross zu malen.

## Lehrer

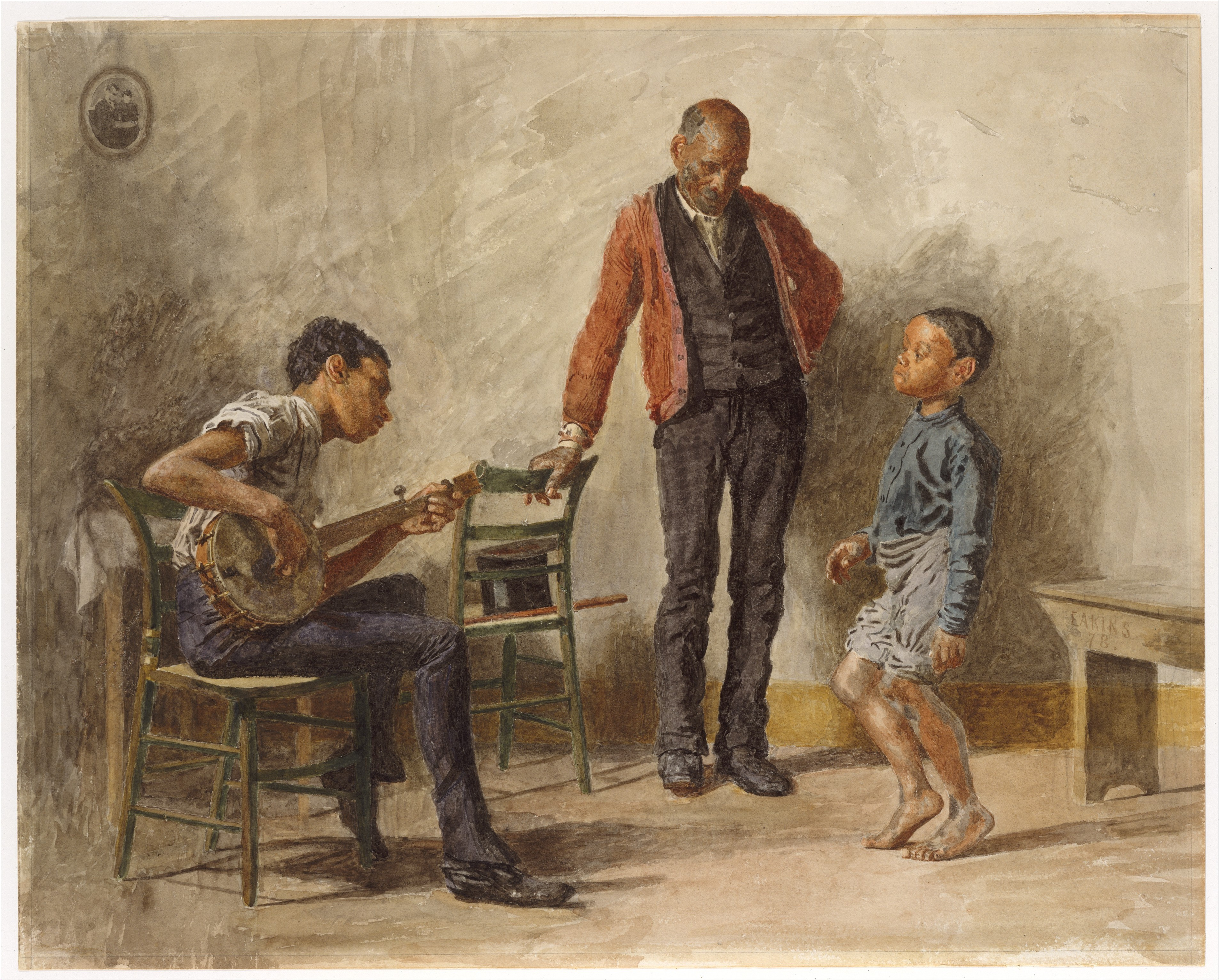
The Dancing Lesson, 1878

Im April 1874 begann Eakins Klassen im Philadelphia Sketch Club zu besuchen. Bald kritisierte er, ohne Bezahlung, die Arbeiten seiner Mit-Studenten und erlangte so seine erste Stellung als Kunstlehrer. 1876 begann er mit dem Gemälde William Rush Carving His Allegorical Figure of the Schuylkill River und fand darin eine Möglichkeit, seine Faszination für den nackten Körper in einem Bild zum Ausdruck zu bringen. Im selben Jahr zeigte er fünf Gemälde in der Kunstabteilung der Centennial Exhibition; Die Klinik Gross wurde allerdings nur im Rahmen einer medizinischen Ausstellung gezeigt. Als die PAFA im September wieder Kurse startete, bot er sich als kostenloser Aushilfslehrer und Sezier-Assistent an. Eakins traf Susan Hannah Macdowell (* 1851; † 1938), die an der PAFA studierte. Im Mai 1877 beschloss die PAFA, dass die Lehrtätigkeit nicht delegiert werden dürfe. Daraufhin wurde Eakins Assistent in den Anatomiestunden und weiterhin unbezahlter Lehrer der Arts Students’ Union, die aus ehemaligen Studenten der PAFA bestand. Im März 1878 wurde er erneut Assistenzlehrer an der PAFA. Im April 1879 war er Mitglied der Jury der jährlichen Ausstellung der PAFA. Susan Macdowell erhielt den Mary-Smith-Prize für die beste Malerin. Kathrin Crowell starb an Meningitis. Im Mai verkaufte er In Grandmother’s Time an das Smith College Museum of Art, sein erstes Gemälde in einer öffentlichen Sammlung. Im September wurde Eakins von der PAFA zum Professor für Malen und Zeichnen ernannt mit einem Salär von 600 Dollar im Jahr. 1882 wurde er zum Direktor ernannt mit einer Entlohnung von 1200 Dollar und dem Versprechen einer weiteren Erhöhung auf 2500 Dollar.
Von September 1881 bis 1885 unterrichtete er außerdem an der Brooklyn Art Guild. Von 1885 bis 1886 unterrichtete er an der Art Students’ League von New York Anatomie und Perspektive. Ab 1897 unterrichtete Eakins nur noch Einzelstudenten.
Während seiner Zeit als Direktor der PAFA arbeitete Eakins an einem Zeichenlehrbuch. Der allgemein klingende Name A Drawing Manual lässt nicht auf den sehr spezialisierten Inhalt schließen: Das Buch handelt über weite Strecken vom perspektivischen Zeichnen. Die ersten drei Kapitel sind der Zentralperspektive gewidmet, es folgen Kapitel über die Parallelperspektive und das isometrische Zeichnen. Sodann wendet sich Eakins den Reflexionen im Wasser zu und schließt Betrachtungen über Schatten und die Rahmung an. Das Buch endet mit einem Kapitel über das Relief. Um 1887 brach er die Arbeit an diesem Buch ab und es wurde erst im 21. Jahrhundert rekonstruiert und veröffentlicht. Das Buch zeigt die Bedeutung, die Eakins, der in einer Zeit lebte, in der die Bedeutung der Perspektive immer mehr abnahm, der Perspektive in seinem Werk und seiner Lehrtätigkeit zumaß.
Berühmt geworden unter Eakins’ Studenten ist der Afro-Amerikaner Henry Ossawa Tanner.

## Fotograf

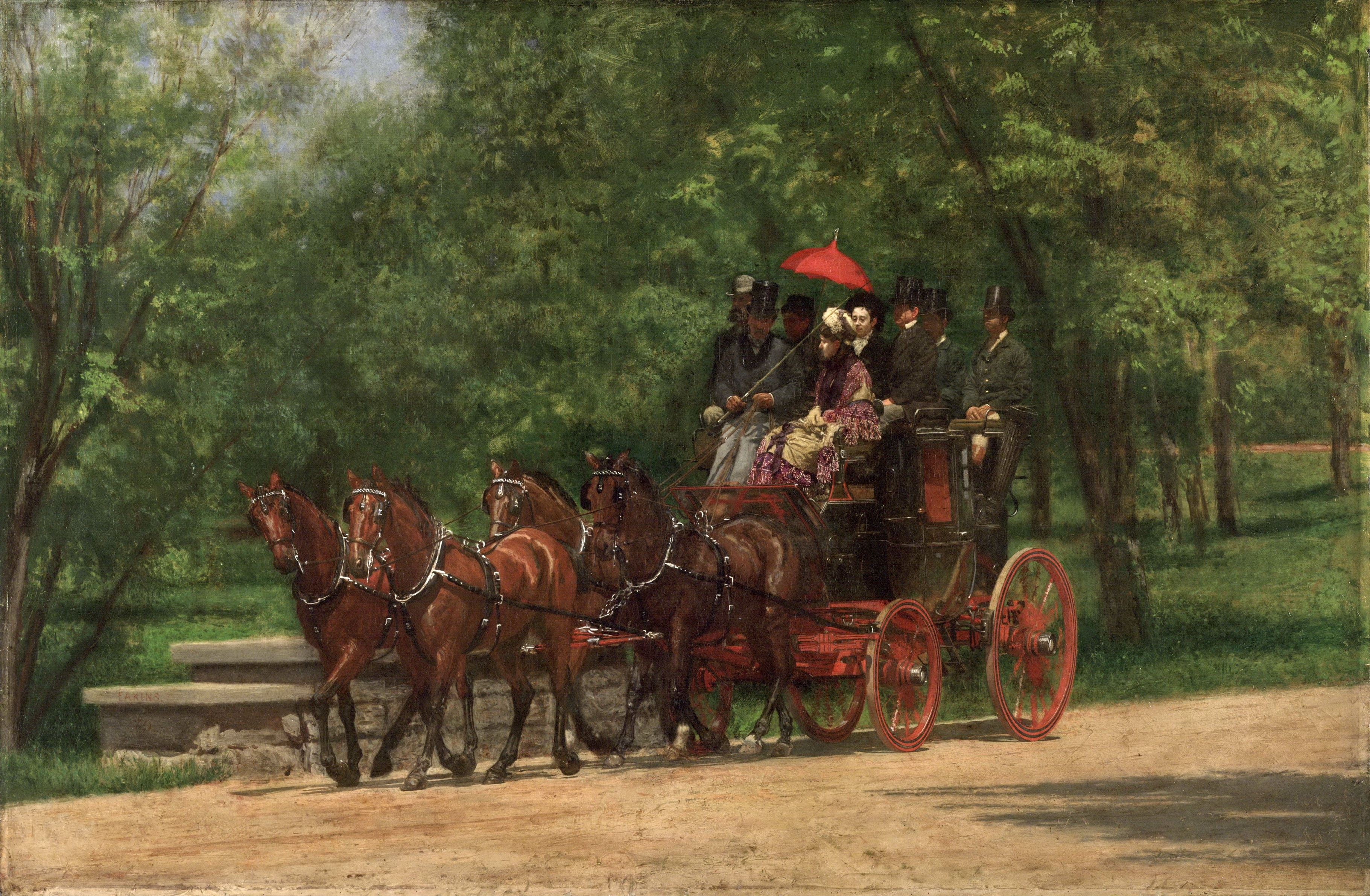
A May Morning in the Park, 1879

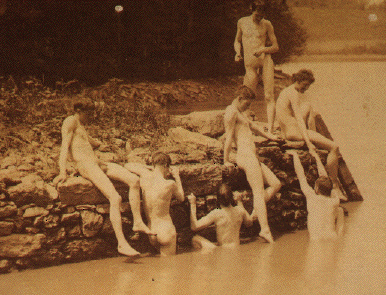
Eakins Studenten baden, Studie zu Swimming

1878 kam Eakins mit der Arbeit von Eadweard Muybridge in Kontakt. Muybridge fertigte fotografische Bewegungsstudien von Tieren und Menschen an. Im Juni 1879 begann Eakins mit der Arbeit an A May Morning in the Park (auch The Fairman Rogers Four-in-Hand). In diesem Gemälde setzte er die Erkenntnisse Muybridges zum Gang der Pferde erstmals in ein Gemälde um und wurde für seine als falsch wahrgenommene Darstellung kritisiert. Andere Kritik richtete sich schon gegen den Versuch, diesen Gang, der sich mit dem menschlichen Auge nicht beobachten ließ, darzustellen. 1880 schaffte Eakins seine erste eigene Kamera, eine Scovill mit austauschbaren Linsen, an. Seine Studenten waren auch die Modelle für Eakins Fotoarbeiten. Da Eakins seine Fotografien nie und seine Studenten ihre Fotografien selten signierten, können die meisten erhaltenen Fotografien nur dem Zirkel Eakins zugeordnet werden. In dieser Zeit entstand die Naked Series, Fotografien von Modellen und Studenten, die der Anleitung in der Akademie und dem Studium der Anatomie dienten.
Im Dezember 1882 starb Eakins’ Schwester Margaret. Im Januar 1884 heirateten Eakins und Susan MacDowell. Eakins verließ sein Vaterhaus und zog mit seiner Frau in ein Atelier. Im Juni begann Muybridge fotografische Experimente in Philadelphia, bei denen Eakins zunächst als Berater und Assistent teilnahm, bevor er sich abwandte und eigene parallele Experimente startete. Am 14. Juni heiratete seine jüngste Schwester Caroline (Caddie) Frank Stephens, einen von Eakins Studenten.

## Skandal

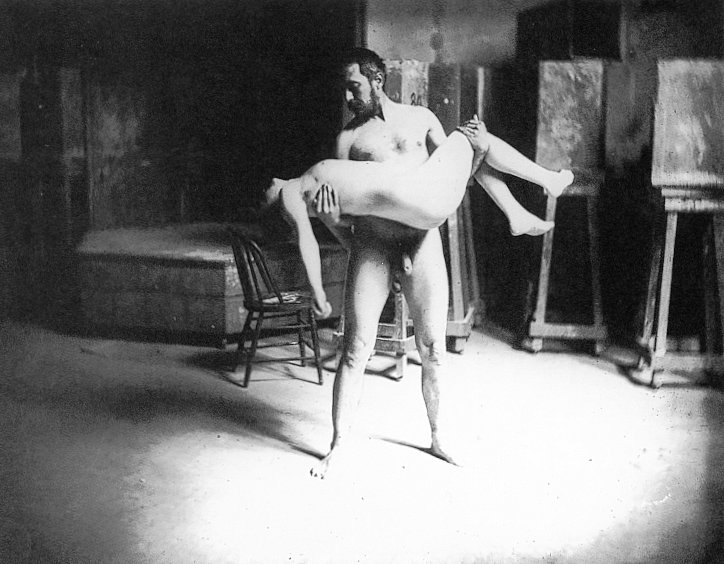
Thomas Eakins trägt eine Frau

Im Januar 1886 entfernte Eakins den Lendenschurz eines männlichen Modells in einer Klasse mit Studentinnen. Im Februar wurde er daraufhin gebeten, seine Position an der PAFA aufzugeben. Es erfolgte eine Untersuchung durch das Komitee der PAFA. Eakins wurde ferner zum Vorwurf gemacht, seine weiblichen Studentinnen als Aktmodelle genutzt und auf eine Nachfrage seiner Studentin Amelia Van Buren zur Beweglichkeit des männlichen Beckens vor dieser die Hosen ausgezogen und die Antwort durch entsprechende eigene Körperbewegungen gegeben zu haben. Als Eakins die PAFA verlassen musste, verließen auch 38 Studenten die Hochschule und gründeten die Art Students’ League of Philadelphia, die von Eakins unterrichtet wurde. Im März versuchten Eakins’ Gegner unter Führung von Frank Stephens, ihn aus dem Philadelphia Sketch Club auszuschließen. Auch Caddie erhob schwere Vorwürfe gegen ihren Bruder. Im Juli verstieß Benjamin Eakins Caddie und Frank Stephens aus seinem Haus, stattdessen zogen Susan und Thomas Eakins ein. In den achtzehn Monaten nach seiner Entlassung aus der Akademie entstanden so gut wie keine Gemälde und keine Fotografien.

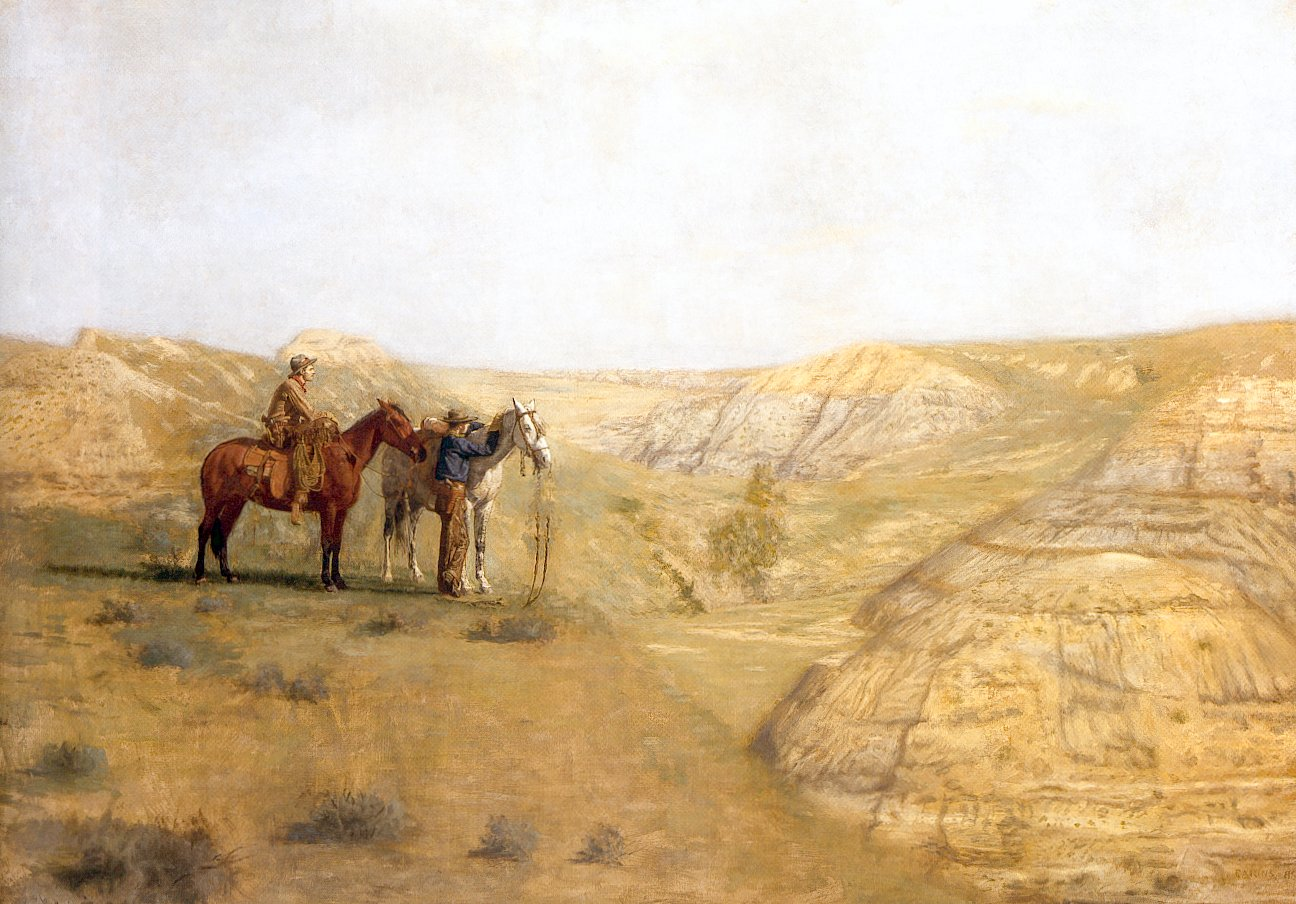
Cowboys in the Bad Lands, 1888

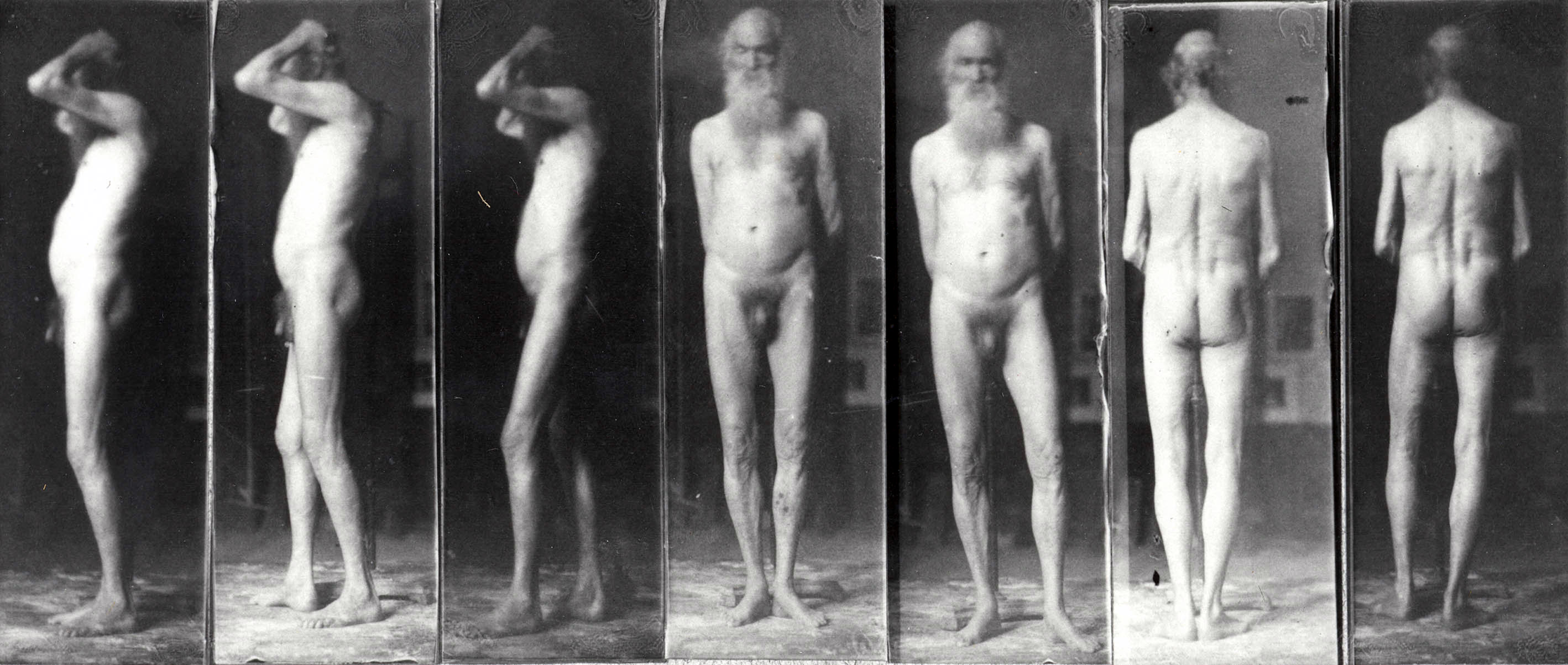
Studie von Whitman

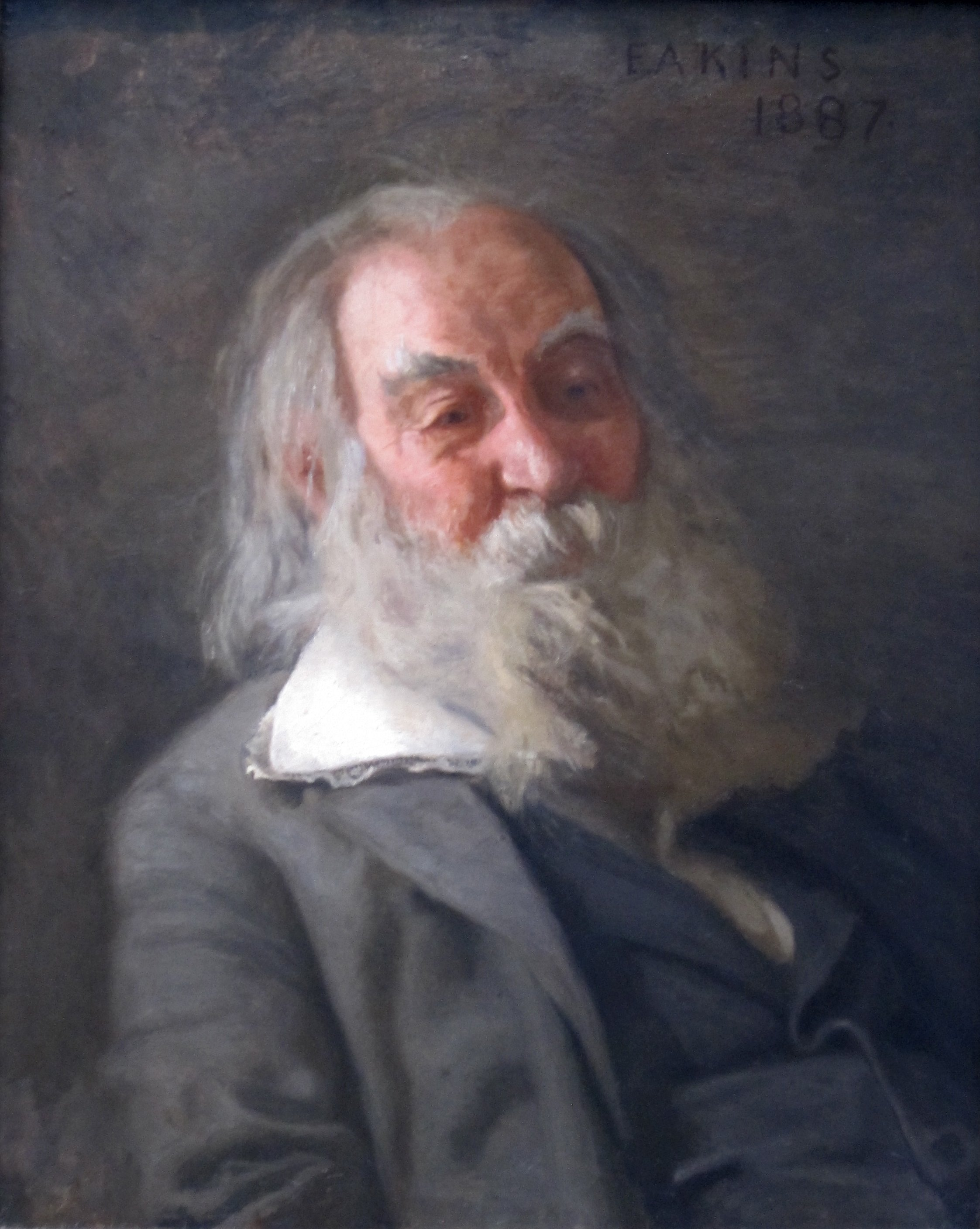
Walt Whitman, 1887

1887 lernte Eakins Walt Whitman kennen. Die Monate Juli bis September verbrachte Eakins auf einer Ranch im Dakota-Territorium, um sich zu erholen. Im Winter porträtierte er Whitman, der von seinem Porträt begeistert war.

## Späte Jahre
1889 erhielt Eakins den Auftrag, ein Porträt von Dr. David Hayes Agnew zu malen; es war eine von nur 25 Auftragsarbeiten in seiner Karriere. Er fuhr fort zu malen, auszustellen und zu unterrichten. Im Mai 1896 fand seine einzige Einzelausstellung statt, die bei den Kritikern ein Erfolg war, aber nicht zu Verkäufen führte. Am 2. Juli 1897 beging seine Nichte Ella Crowell Suizid, was zu einem Bruch zwischen beiden Familien führte. Die Beziehung zu seinem ehemaligen Schüler Samuel Murray (1869–1941), inzwischen ein erfolgreicher Bildhauer, intensivierte sich.

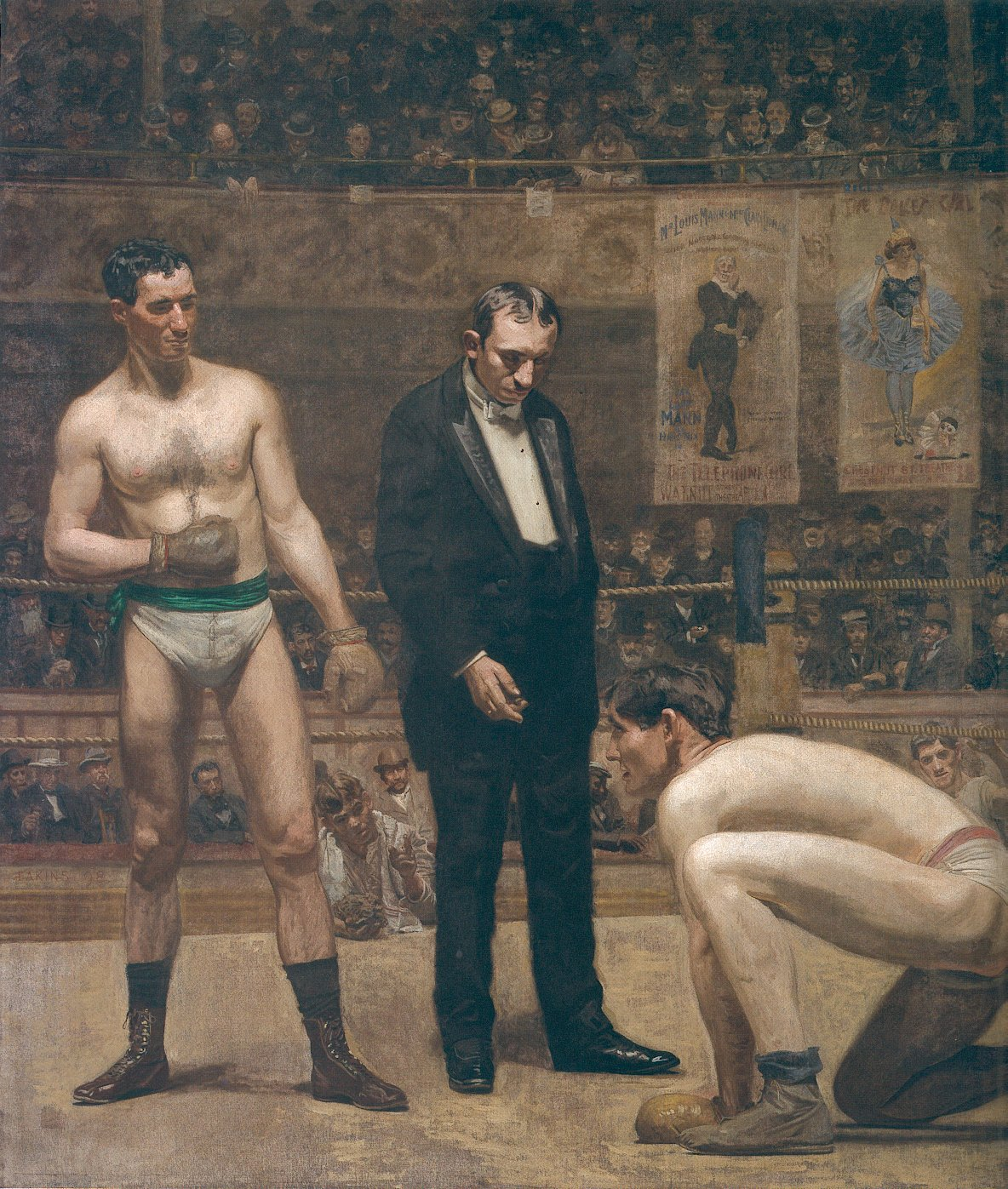
Taking the Count, 1898

1900 zog Mary Adeline („Addie“) Williams (1853–1941; Kindheitsfreundin von Eakins’ Schwester Margaret) bei den Eakins’ ein. Ob sie eine Geliebte von Thomas oder eine Freundin von Susan war, ist unklar. In den Folgejahren erhielt Eakins verschiedene Auszeichnungen und war Mitglied verschiedener Jurys. Die National Academy of Design wählte ihn 1902 in New York zum Vollmitglied (NA).
Nach Eakins Tod fand keine religiöse Zeremonie statt; er war vermutlich Agnostiker oder Atheist. 1917 fanden zunächst in New York, dann auch in Pennsylvania Gedenkausstellungen statt. Während frühere Ausstellungen auf das Publikum schockierend gewirkt hatten, galten Eakins’ Bilder nun, da man van Gogh, Gauguin, Cézanne und Duchamp kannte, als altbacken. 1928 erhielt das Philadelphia Museum of Art von Susan Eakins und Mary Adeline Williams eine Spende von 80 Werken Eakins’.
Am 27. Dezember 1938 starb Susan Eakins; das Paar blieb kinderlos. Charles Bregler, ein Student Eakins’, rettete eine große Anzahl Werke und Dokumente aus dem nun leeren Haus, behielt diese aber bis zu seinem Tod 1958, so dass sie erst seit 1985 der Forschung zur Verfügung stehen.
Seit den 1970er Jahren erbringen Eakins’ Bilder auf Auktionen Rekordpreise und werden als Meisterwerke anerkannt.

## Bildhauer
Für verschiedene seiner Gemälde fertigte Eakins Modelle an. Ein Beispiel ist A May Morning in the Park, zu dem verschiedene Skulpturen von Pferden existieren.
Eakins fertigte jedoch auch Auftragsarbeiten an, wie beispielsweise die bronzenen Pferde zu einem Reiterstandbild. Daneben entstanden verschiedene Reliefs. Auch die Totenmaske von Whitman stellte Eakins her.

## Stilistische Einordnung und Arbeitstechnik
Während seiner Ausbildung in Paris ignorierte Eakins die aufkommenden Impressionisten völlig. Seine Richtung war der Realismus, teilweise auch als Naturalismus bezeichnet. Milton Brown fühlt sich bei Max Schmitt im Einer an den Luminism erinnert, eine Einschätzung der
Elizabeth Johns widerspricht. Sie sieht in Eakins einen nahezu reinen Porträtmaler. Er war ein Bewunderer von Winslow Homer, zeigte aber nicht dessen Romantizismus. Der Künstler Edwin Austin Abbey erklärte auf die Frage, warum er Eakins nie Modell gestanden habe:

“For the reason that he would bring out all those traits of my character I have been trying to conceal from the public for years.”

„Weil er all die Züge meines Charakters aufzeigen würde, die ich seit Jahren vor der Öffentlichkeit zu verbergen suche.“

Eakins Kenntnisse in und Gebrauch von Anatomie und Perspektive hatten Seltenheitswert seit der Zeit von Leonardo da Vinci.
Eakins verwendete Fotografien als Studien zu seinen Gemälden, zog es aber vor, seine Porträts nach dem Modell anzufertigen. Die Sitzungen mit dem Modell konnten sich sehr lange hinziehen. Perspektiv-Studien übertrug er mit Nadelstichen auf die endgültige Leinwand.

## Sexualität
Eakins erste Beziehung mit Emily Sartain löste sich während seines Paris-Aufenthalts. Die darauffolgende Verlobung mit Kathrin Crowell hielt bis zu deren Tod. Schließlich (als er endlich ein eigenes Einkommen hatte) heiratete er Susan MacDowell, eine ehemalige Studentin von ihm, die ihn liebte. Obwohl die kinderlose Verbindung bis zum Tod hielt, ist nicht bekannt, ob er ihre Liebe wirklich erwiderte. Sein Freund Walt Whitman war homosexuell, und auch einer Anzahl von Eakins’ Studenten wird eine homosexuelle Neigung zugeschrieben. Auch in Eakins’ Werk finden sich vielerlei homoerotische Bezüge, so dass seine tatsächliche sexuelle Neigung fraglich bleibt. Eakins hatte zeit seines Lebens eine Faszination für den nackten Körper. Er stand selbst Modell und forderte auch seine Studenten, Freunde und Familienmitglieder auf, nackt Modell zu stehen, was in einer Zeit, in der Künstler häufig auf Prostituierte angewiesen waren, wenn sie Aktmodelle benötigten, ungewöhnlich war.

## Eakins Revealed
2005 veröffentlichte der Kunsthistoriker Henry Adams sein Buch Eakins Revealed: The Secret Life of an American Artist. Es wurde zahlreich positiv rezensiert, in der Fachwelt jedoch nicht gut aufgenommen. Adams nennt Eakins einen Michael Jackson seiner Zeit, der nicht nur zu viel Milch getrunken habe, sondern sich auch in alphabetischer Reihenfolge Anti-Semitismus, Bestialität, Exhibitionismus, Inzest, Lügen, Sadismus, schlechten Schreibstil, Sexismus, Unattraktivität und Voyeurismus zu Schulden habe kommen lassen.
Das Buch ist beim Verlag nicht mehr erhältlich, für die mittlere Zukunft ist eine E-Book-Ausgabe angekündigt.

## Sonstiges
Die Hamburger Musikgruppe Tocotronic verwendet Eakins’ „Porträt von Douglas Morgan Hall“ aus dem Jahr 1889, das einen jungen Mann zeigt, mit geröteten Augen ins Nichts starrend, als Deckblatt des 2007 erschienenen Albums „Kapitulation“.

## Werke
Siehe: Werkverzeichnis Thomas Eakins

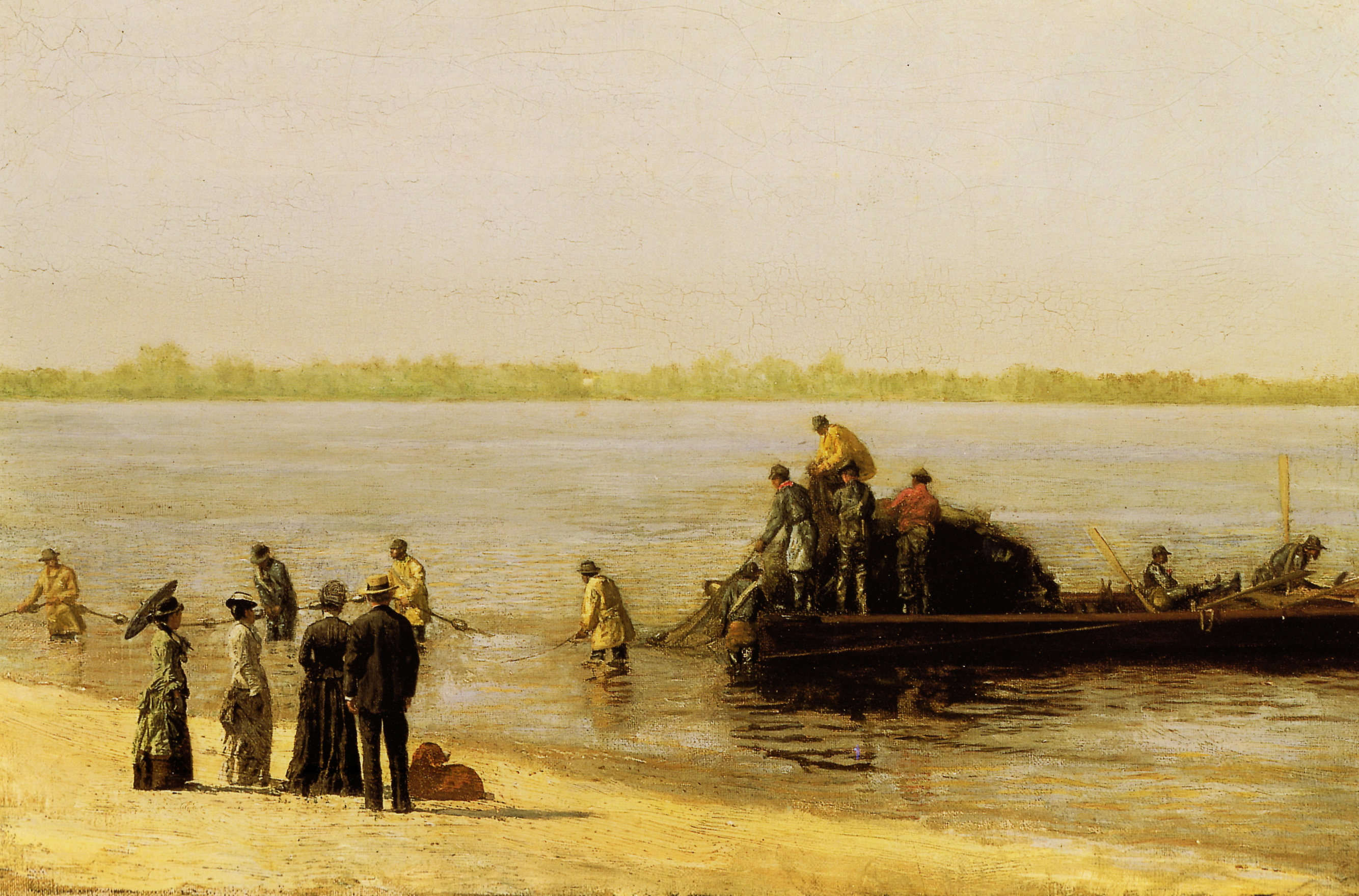
Shad Fishing at Gloucester on the Delaware River, 1881

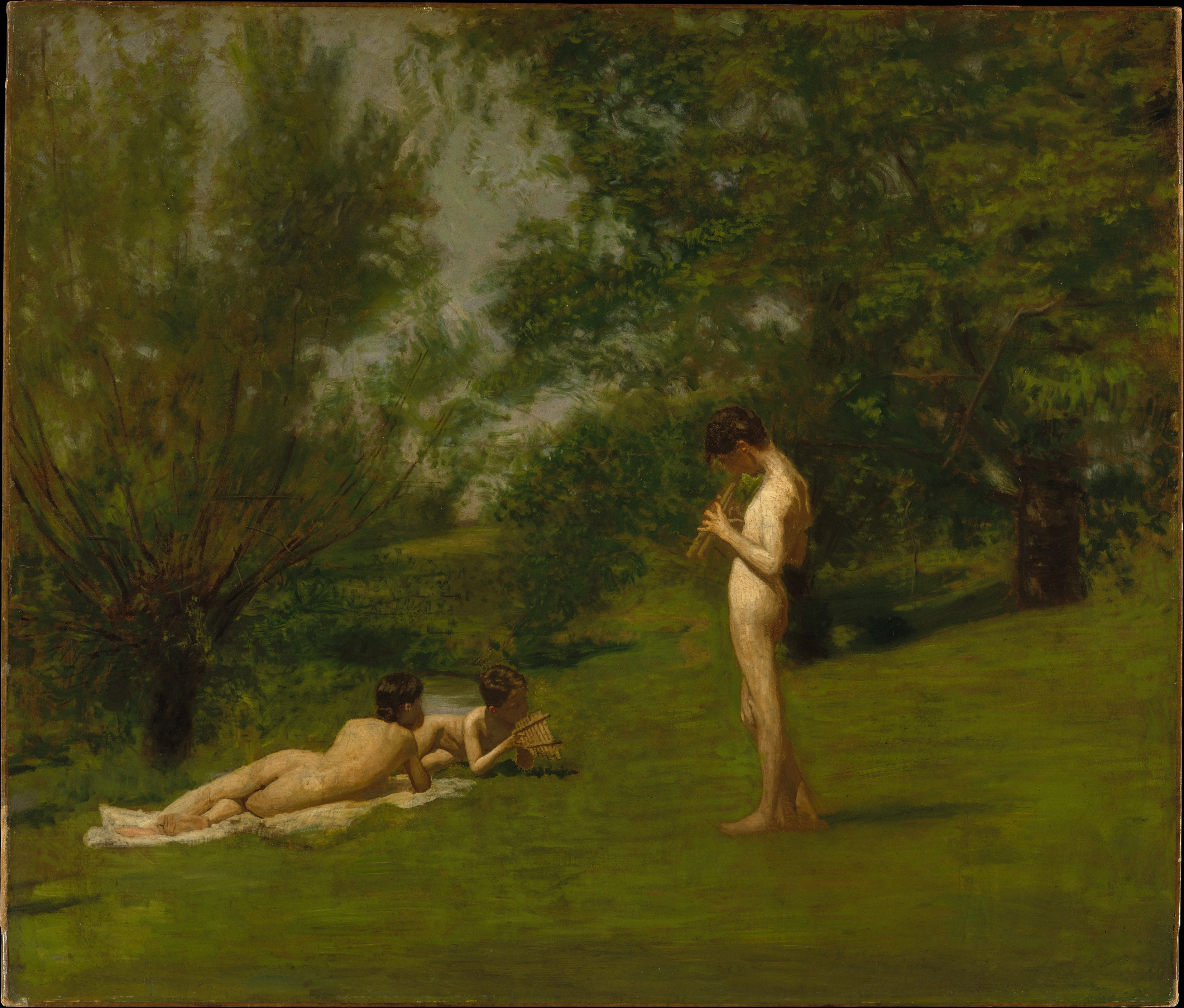
Arcadia, 1883

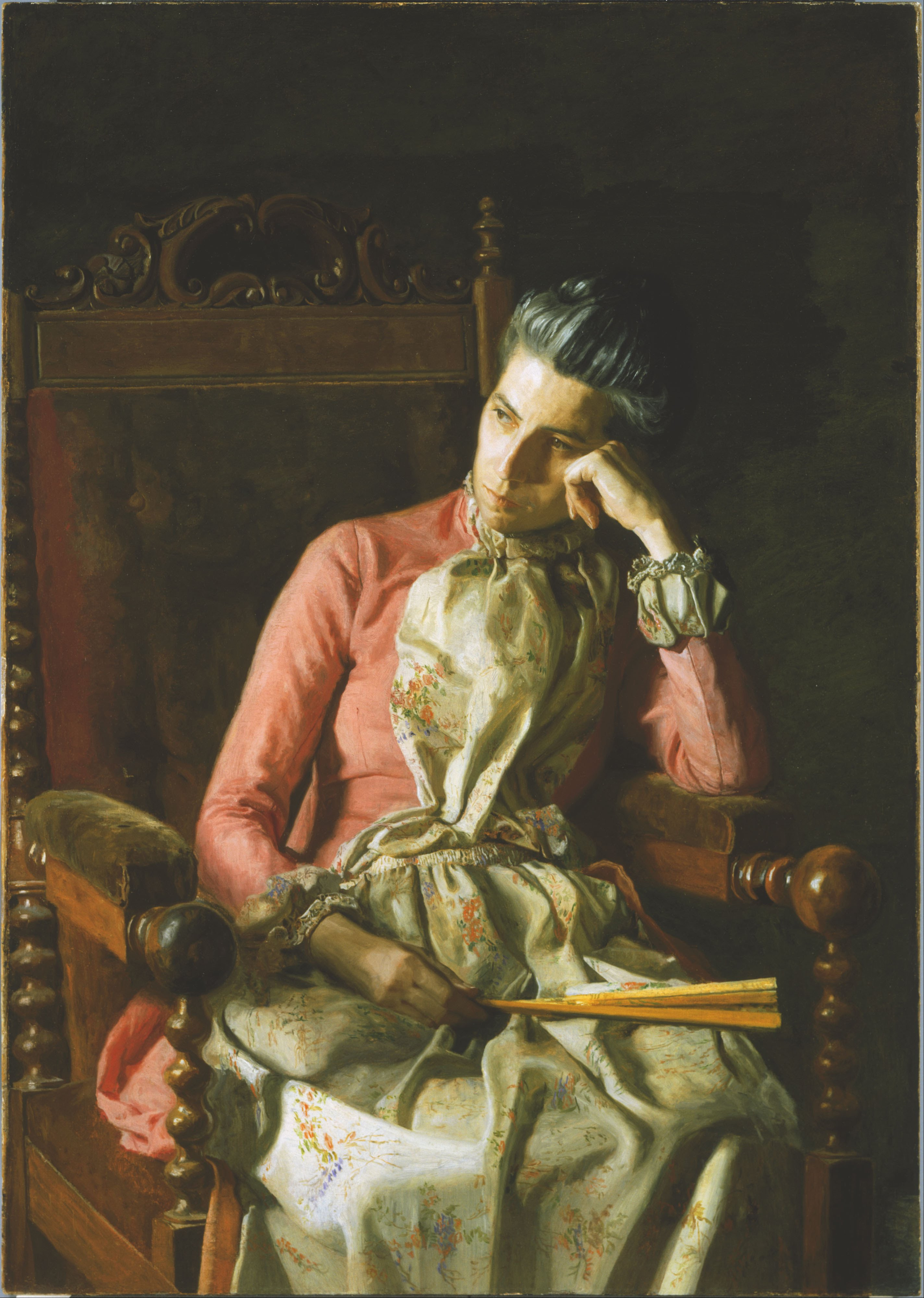
Miss Amelia Van Buren, 1891

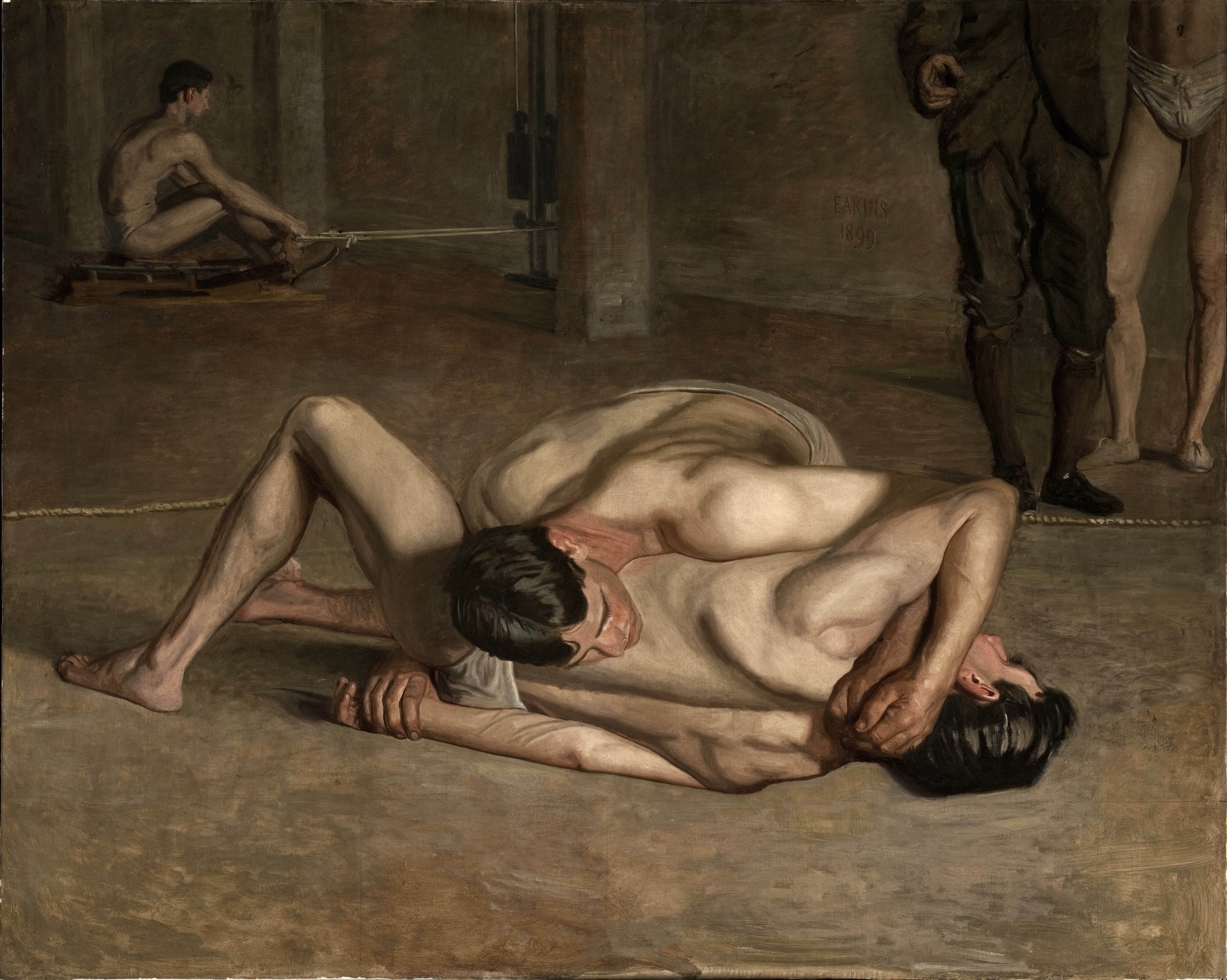
The Wrestlers, 1899

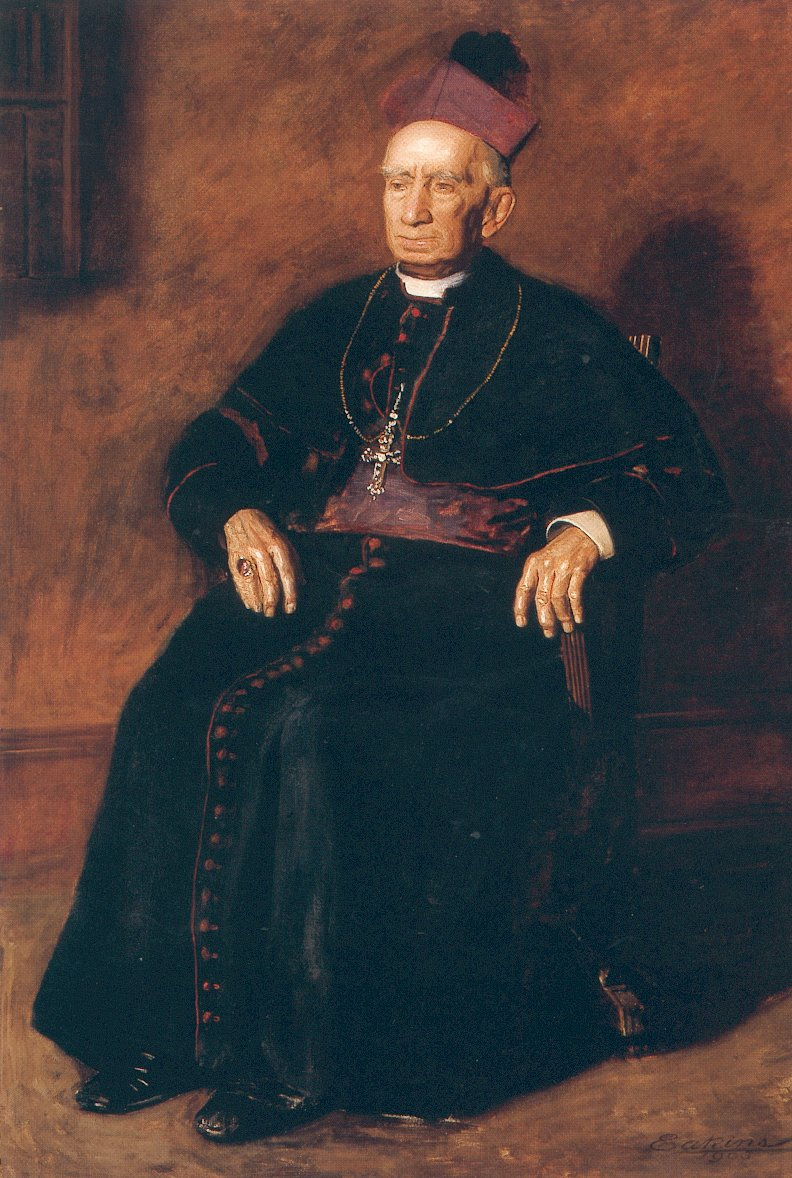
Portrait of Archbishop William Henry Elder, 1903

- A Street Scene in Seville (1870, Öl auf Leinwand, 159,4 × 106,7 cm)
Das erste fertiggestellte Gemälde von Eakins entstand in Spanien.
- Home Scene (1870–1871, Öl auf Leinwand, 55 × 45,7 cm), The Brooklyn Museum
Das Bild zeigt Eakins Schwestern Margaret am Klavier und Caroline.
- Margaret in Skating Costume (1871, Öl auf Leinwand, 61,2 × 51 cm), Philadelphia Museum of Art
- Elisabeth Crowell with a Dog (1871, Öl auf Leinwand, 34,9 × 43,2 cm), San Diego Museum of Art
- Max Schmitt im Einer (1871, Öl auf Leinwand, 81,9 × 117,5 cm), The Metropolitan Museum of Art, New York
- John Biglin in a Single Scull (1873–1874, Aquarell, 42,7 × 60,9 cm)
- Professor Benjamin Howard Rand (1874, Öl auf Leinwand, 152,4 × 121,9 cm), Jefferson Medical College of Thomas Jefferson University, Philadelphia
- Starting Out after Rail (1874, Öl auf Leinwand, 60,9 × 50,8 cm), Museum of Fine Arts, Boston
- A Negro Whistling [for] Plover (1874, Aquarell, 28,6×42,4), The Brooklyn Museum
- Sailing (1875, Öl auf Leinwand, 81,2 × 117,5 cm), Philadelphia Museum of Art
- Baseball Players Practicing (1875, Aquarell, 27,5 × 32,6 cm), Museum of Art, Rhode Island School of Design
- Die Klinik Gross (1875, Öl auf Leinwand, 244 × 198 cm), Philadelphia Museum of Art/Philadelphia Academy of Fine Arts, Philadelphia
- The Chess Players (1876, Öl auf Holz, 29,8 × 42,5 cm), The Metropolitan Museum of Art, New York
- Baby at Play (1876, Öl auf Leinwand, 81,9 × 122,8 cm), National Gallery of Art, Washington, D.C.
- In Grandmother’s Time (1876, Öl auf Leinwand, 40,6 × 30,5 cm), Smith College Museum of Art, Northampton, Massachusetts
- The Zither Player (1876, Aquarell, 30,7 × 26,7 cm), The Art Institute of Chicago
- William Rush carving his allegorical figure of Schuylkill River (1877, Öl auf Leinwand, 51 × 66 cm), Philadelphia Museum of Art
William Rush (* 1756; † 1833) war ein klassizistischer Bildhauer aus Philadelphia. Der Schuylkill River hatte für Eakins besondere Bedeutung.
- The Dancing Lesson / Negro Boy Dancing (1878, Aquarell, 45,9 × 57,4 cm) The Metropolitan Museum of Art, New York
- Der Vierspänner / A May Morning in the Park / The Fairman Rogers Four-in-Hand (1879–1880, Öl auf Leinwand, 61 × 89 cm), Philadelphia Museum of Art
Fairman Rogers war ein Direktor der Pennsylvania Academy of Fine Arts und Auftraggeber dieses Gemäldes.
- The Cruxifixion (1880, Öl auf Leinwand, 243,8 × 137,2 cm) Philadelphia Museum of Art
Das Gemälde ist das einzige religiöse im gesamten Werk von Eakins.
- The Pathetic Song (1881, Öl auf Leinwand, 114,3 × 82,6 cm), The Corcoran Gallery of Art, Washington, D.C.
- Mending the Net (1881, Öl auf Leinwand, 81,5 × 114,6 cm), Philadelphia Museum of Art
- Shad Fishing at Gloucester on the Delaware River (1881, Öl auf Leinwand, 30,7 × 46 cm), Philadelphia Museum of Art
Fischer sind die einzigen Arbeiter, die Eakins jemals dargestellt hat.
- The Writing Master: Portrait of the Artist’s Father (1882, Öl auf Leinwand, 76,2 × 86,9 cm), The Metropolitan Museum of Art, New York
- Professional at Rehearsal (1883, Öl auf Leinwand, 40,6 × 30,5 cm), Philadelphia Museum of Art
- Arcadia (1883, Öl auf Leinwand, 97,2 × 115,6 cm), The Metropolitan Museum of Art, New York
- Swimming / The Swimming Hole (1883–1885, Öl auf Leinwand, 69,3 × 92,2 cm), Amon Carter Museum, Fort Worth
Das Gemälde war eine Auftragsarbeit, wurde aber vom Auftraggeber zurückgewiesen. Wie in einigen anderen Gemälden hat sich Eakins auch in diesem selbst abgebildet.
- Walt Whitman (1887–1888, Öl auf Leinwand, 76,5 × 61,6 cm), The Pennsylvania Academy of the Fine Arts, Philadelphia
- Cowboys in der Einöde von North Dakota / Cowboys in the Bad Lands (1888, Öl auf Leinwand, 83 × 115 cm), New York, Clark Collection
- Die Klinik Agnew (1889, Öl auf Leinwand, 189 × 331 cm) University, Philadelphia
Siehe hier zu Die Klinik Gross.
- The Concert Singer (1890, Öl auf Leinwand, 190 × 137 cm) Pennsylvania Museum of Art
- Miss Amelia Van Buren (1891, Öl auf Leinwand, 114 × 81 cm), Phillips Collection, Washington D.C.
- Maud Cook (1895, Öl auf Leinwand, 60,9 × 50,8 cm), Yale University Art Gallery, New Haven, Connecticut
- Taking the Count (1898, Öl auf Leinwand, 246,3 × 214,1 cm), Yale University Art Gallery, New Haven, Connecticut
- The Wrestlers (1899, Öl auf Leinwand, 122,9 × 152,4 cm), Columbus Museum of Art, Columbus, Ohio
- The Thinker (1900, Leinwand, 208 × 107 cm) Metropolitan Museum of Art, New York
- Archbishop William Henry Elder (1903, Öl auf Leinwand, 167,9 × 104,4 cm), Cincinnati Art Museum
Zwischen 1900 und 1903 entstanden eine Reihe von Gemälden von Kirchenleuten.
- William Rush Carving His Allegorical Figure of the Schuylkill River (1908, Öl auf Leinwand, 92,7 × 123,2 cm), The Brooklyn Museum
Eakins hat das Thema von 1877 hier noch einmal aufgegriffen.
- Portrait of Rutherford B. Hayes (1912), Philipse Manor Hall State Historic Site, Yonkers, New York
Dieses Gemälde ist das letzte vollendete, das mit der Hilfe seiner Frau entstand. Der Aufenthaltsort eines früheren Porträts von Hayes ist unbekannt.

## Bibliografie
- K. Foster: Eakins, Thomas. In: Allgemeines Künstlerlexikon. Die Bildenden Künstler aller Zeiten und Völker (AKL). Band 31, Saur, München u. a. 2001, ISBN 3-598-22771-X, S. 480–482.
- Lloyd Goodrich: Thomas Eakins. Harvard University Press, Cambridge, 1982, ISBN 0-674-88490-6.
Goodrich veröffentlichte 1933 das Standardwerk über Eakins, für das er zahlreiche Zeitgenossen von Eakins interviewte. Dieses Buch ist die 2-bändige Überarbeitung von 1982. Die Bregler-Dokumente konnte Goodrich dabei noch nicht berücksichtigen.
- Elizabeth Johns: Thomas Eakins: The Heroism of Modern Life. Princeton University Press, Princeton, 1983, ISBN 0-691-00288-6.
Die zentrale These der Autorin ist, dass Eakins ein Porträtmaler war. Sie greift 5 Gemälde heraus, denen sie jeweils ein Kapitel des Buches widmet: Max Schmitt im Einer, Die Klinik Gross, William Rush Carving His Allegorical Figure of the Schuylkill River, The Concert Singer und Walt Whitman.
- Michael Fried: Realism, Writing, Disfiguration: On Thomas Eakins and Stephen Crane. University Of Chicago Press, Chicago und London, 1988, ISBN 0-226-26211-1.
Im Abschnitt über Thomas Eakins beschäftigt sich Fried mit der Klinik Gross.
- John Wilmerding: Thomas Eakins. Smithsonian Institute, Washington, D.C., 1993, ISBN 1-56098-313-2.
- John Wilmerding: Thomas Eakins (1844–1916) and the heart of American life. National Portrait Gallery, London, 1993, ISBN 1-85514-095-0.
- Kathleen A. Foster: Thomas Eakins Rediscovered: Charles Bregler’s Thomas Eakins Collection at the Pennsylvania Academy of the Fine Arts. Yale University Press, New Haven und London, 1998, ISBN 0-300-06174-9.
Eakins’ Student Bregler verwahrte zahlreiche Werke und Dokumente, die in diesem Katalog behandelt werden.
- Stephan Koja (Hrsg.): America. Die Neue Welt in Bildern des 19. Jahrhunderts. Prestel: München 1999, ISBN 3-7913-2051-3.
- Martin A. Berger: Man Made: Thomas Eakins and the Construction of Gilded Age Manhood. University of California Press, Berkeley, 2000, ISBN 0-520-22209-1.
- Alice A. Carter: The Essential Thomas Eakins. The Wonderland Press, New York, 2001, ISBN 0-8109-5830-9.
Über die Buchreihe The Essential schreibt die New York Times “Be an art expert in 5 minutes.” Das dünne und kleinformatige Buch liefert eine locker geschriebene Einführung in das Leben und Werk von Thomas Eakins. Die wichtigen Werke Eakins’ werden farbig reproduziert und kurz besprochen. In die Tiefe geht dieses Buch jedoch nicht.
- Darrel Sewell: Thomas Eakins. Philadelphia Museum of Art und Yale University Press, Philadelphia, 2001, ISBN 0-300-09111-7.
Das Buch entstand im Zusammenhang mit der Ausstellung Thomas Eakins: American Realist. Das großformatige Buch enthält viele Abbildungen von Eakins’ Werken, darunter auch einige Skulpturen. Das Buch besteht aus folgenden Aufsätzen: Vorwort von Anne d’Harnoncourt, Thomas Eakins and American Art von Darrel Sewell, Chronology von Kathleen Brown, Eakins’s Early Years von Amy B. Werbel, Studies in Paris and Spain von H. Barbara Weinberg, The 1870s, The 1880s, The 1900s und Eakins’s Vision of the Past and the Building of a Reputation von Marc Simpson, Images of Fairmont Park in Philadelphia von Elizabeth Milroy, Eakins and the Academy und Portrait of Teachers and Thinkers von Kathleen A. Foster,  Photographs and the Making of Paintings und The Pursuit of “True Tones” von Mark Tucker und Nica Gutman, The Camera Artist von W. Douglass Paschall, Eakins in the Twentieth Century von Carol Troyen, Eakins as a Writer von William Innes Homer und eine Bibliografie.
- William Innes Homer: Thomas Eakins. His life and art, Abbeville Press, New York, 2002, ISBN 0-7892-0774-5.
Der Autor ist Professor für Kunstgeschichte und war Konsultant und Katalogautor für die bis dahin größte Eakins-Ausstellung. Das ursprünglich 1992 erschienene Buch wurde 2002 neu herausgegeben. Es enthält neben einem umfangreichen Textteil viele großformatige Abbildungen von Eakins Gemälden.
- Philip Dacey: The Mystery of Max Schmitt: Poems on the Life and Work of Thomas Eakins. Turning Point, Cincinnati, 2004, ISBN 1-932339-46-9.
Der Gedichtband stellt das Leben und einige der Werke von Eakins in Gedichten dar.
- Henry Adams: Eakins Revealed: The Secret Life of an American Artist. Oxford University Press, Oxford und New York, 2005, ISBN 0-19-515668-4.
Der Autor ist Professor für Kunstgeschichte an der Case Western Reserve University. Das umfangreiche Buch enthält relativ kleine Schwarz/Weiß-Abbildungen von Eakins’ Gemälden und Fotografien.
- Thomas Eakins: A Drawing Manual. Philadelphia Museum of Art und Yale University Press, New Haven und London, 2005, ISBN 0-300-10847-8.
Das Buch wurde von Kathleen A. Foster herausgegeben, die auch eine Einführung geschrieben hat. Daneben enthält es einen Essay von Amy B. Werbel Thomas Eakins: Last of the Art Crusaders. Als Anhang sind weitere Texte von Eakins beigefügt, die sich mit der Konstruktion einer Kamera, der Muskulatur und der Brechung (Refraction) befassen.
- Sidney Kirkpatrick: The Revenge of Thomas Eakins. Yale University Press, New Haven und London, 2006, ISBN 0-300-10855-9.
- William S. McFeely: Portrait: The Life of Thomas Eakins. W. W. Norton, New York und London, 2007, ISBN 978-0-393-05065-3.
Der Autor, Träger des Pulitzer-Preises, ist ein Historiker und Biograf. Sein Buch legt den Schwerpunkt auf das Leben Eakins’. Das Buch enthält einen Tafelteil mit farbigen Abbildungen einiger Gemälde. Das Buch ist 2007 erschienen, geht aber nicht auf Eakins Revealed ein.